# رضا التويتي
رضا التويتي ولد في 29 ديسمبر 1950 في قابس وتوفي في 21 مارس 2010، هو سياسي تونسي.

## السيرة الذاتية

### الدراسات
تحصل رضا التويتي على دكتوراه في الكيمياء في 1978 في باريس، ثم تحصل على شهادة المرحلة الثالثة من المعهد العالي للتصرف بتونس سنة 1983.

### المسار المهني والسياسي
بدأ مساره المهني في 1979 في وزارة الاقتصاد الوطني، تحديدا في الإدارة العامة للصناعة التي تحمل فيها منصب المدير العام للتجارة الداخلية والمنافسة. بين 1995 و1997، كان مدير ديوان وزير الصناعة صلاح الدين بوقرة. بين 1998 و2006، كان الرئيس المدير العام للديوان التونسي للتجارة، ثم بين 2006 و2007، كان رئيس مدير عام شركة فسفاط قفصة والمجمع الكيميائي التونسي. 

عين في 4 سبتمبر 2007 في منصب وزير التجارة والصناعات التقليدية في حكومة محمد الغنوشي الأولى، وبقي على رأس الوزارة حتى 10 يونيو 2009 حيث عين وزيرا منتدبا لدى الوزير الأول محمد الغنوشي، المنصب الذي بقي فيه حتى وفاته في 21 مارس 2010. 

من جهة أخرى، شغل رضا التويتي عضوية المجلس الاقتصادي والاجتماعي بين 1997 و2003، وكذلك مجلس المنافسة ومجلس إدارة البنك المركزي التونسي. 

ترأس كذلك جمعية خريجي المعهد العالي للتصرف بتونس.

## التشريفات
- الصنف الثالث من وسام الجمهورية (تونس).[2]

## الحياة الخاصة
رضا التويتي متزوج وأب لبنت واحدة.